# 泊 (那霸市)
26°13′24″N 127°41′13″E / 26.223446°N 127.686968°E
泊（日语：／ Tomari）是沖繩縣那霸市的一個地名，位於安里川河口。
泊的前身是琉球國的泊村。根據《中山世譜》記載，1264年，久米、慶良間、伊比屋等島第一次向琉球朝貢。琉球國王英祖在泊村建立公館，以收貯諸島貢物。此後，泊港成為琉球的第二大貿易港口，與附近的那霸港、安謝港同為琉球重要港口。大量中國人和朝鮮人來到泊港貿易，泊港設置有安置外國漂流民的房屋。來自奄美大島的船隻也經常停泊於泊港，對奄美貿易由泊的有力酋長控制。在第二尚氏王朝時期，泊士族與首里士族、那霸士族、久米士族並稱為琉球的四大士族。
泊村於1879年琉球被日本兼併之後，被併入新設立的那霸市。此後成為那霸的一個地名，但泊港依舊是那霸市重要的港口。
1945年，美軍佔領沖繩，將那霸港和泊港變成美軍的軍港。美軍對泊港進行大規模改造，泊港可以容納3000噸級軍艦。1954年，美軍將泊港歸還給那霸市政府。1972年琉球被美國移交日本後，那霸港與泊港、那霸新港三個埠頭合併，總稱為那霸港，並被日本的《港灣法》列為重要港灣。

## 腳註
1. http://ryukyu-lang.lib.u-ryukyu.ac.jp/srnh/details.php?ID=SN22414